# Polenblut (Operette)
Polenblut ist eine Operette in drei Akten von Oskar Nedbal. Das Libretto verfasste Leo Stein. Als literarische Vorlage diente ihm die Erzählung Fräulein Bäuerin von Alexander Sergejewitsch Puschkin. Die Operette wurde am 25. Oktober 1913 am Carltheater in Wien uraufgeführt.

## Orchester
Zwei Flöten, zwei Oboen, zwei Klarinetten, zwei Fagotte, vier Hörner, zwei Trompeten, drei Posaunen, eine Harfe, Schlagwerk und Streicher

## Handlung
Die Operette spielt im russischen Teil Polens zu Beginn des 20. Jahrhunderts.
1. Akt – Auf einem großen Ball in Warschau
Graf Boléslaw Baranski, von seinen Freunden nur Bolo genannt, liebt die heiteren Seiten des Lebens mehr als die Arbeit. Kein Wunder, dass er deshalb sein großes Gut völlig heruntergewirtschaftet hat. Zurzeit spukt ihm die Tänzerin Wanda Kwasinskaja im Kopf herum, die in Warschau gerade ein Gastspiel gibt. Aber auch sie verursacht ihm nur Kosten. Ganz anders verhält es sich bei Bolos polnischem Freund Jan Zarémba. Er versteht es, sein Gut in Schuss zu halten und seinen Reichtum zu mehren. Gerne würde Jan Zarémba seinem Freund helfen, aber dies setzte voraus, dass er seinen Lebenswandel änderte. Schließlich will er sein Geld nicht in ein Fass ohne Boden stecken.
Zarémba hat eine Tochter, die – wenn Not am Mann ist – kräftig zupacken kann. Auch ist sie sehr energisch, ein richtiges Polenblut eben. Wenn Bolo sie zur Frau nähme, da ist sich Zarémba ganz sicher, triebe sie ihm schon die Flausen aus dem Kopf. Heléna, so heißt das Mädchen, wäre auch gerne bereit, eine Ehe mit Bolo einzugehen, schwärmt sie doch schon lange für ihn.
2. Akt – Auf dem Gut von Graf Baranski
Als Zarémba Bolo das Angebot macht, seine Tochter zu heiraten und so in den Genuss einer großzügigen Mitgift zu kommen, lehnt er es schroff ab. Seine Frau müsse entweder – wie er selbst – von Adel sein oder – wie Wanda Kwasinskaja – einen künstlerischen Beruf haben. Als Heléna hört, wie sie von ihrem Angebeteten brüsk zurückgewiesen worden ist, sinnt sie auf Rache. Gerade verbreitet sich die Nachricht im Dorf, Bolos Wirtschafterin habe ihren langjährigen Dienst bei ihm quittiert, weil sie seiner Launen überdrüssig geworden sei. Da kommt Heléna eine Idee: Sie verbündet sich mit Bolos Freund Bronio von Popiel und sorgt dafür, dass er sie Bolo als neue Wirtschafterin empfiehlt. Damit sie von ihrem neuen Chef nicht erkannt wird, verkleidet sie sich als ein einfaches Bauernmädchen, das den Namen Marynia trägt. Heléna bzw. Marynia bedingt sich von ihrem künftigen Herren aus, dass sie bei allen Entscheidungen, die das Wirtschaften auf dem Gut betreffen, das letzte Wort haben darf. Bolo ist darüber natürlich alles andere als erfreut. Aber ihm steht das Wasser bis zum Hals, und ohne Wirtschafterin kann er sich überhaupt nicht mehr aus seiner Notlage befreien. Also stimmt er zu.
Auf dem Gut weht jetzt ein anderer Wind. Zuerst bekommen dies Bolos windige Freunde, die ihn bisher nur auszunutzen verstanden, zu spüren. Die Wirtschafterin Marynia weist sie aus dem Haus. Damit Bolo nicht mehr dem Alkohol zusprechen kann, versteckt sie ihn. Von seiner neuen Wirtschafterin ist er hin- und hergerissen. Sie fasziniert und verblüfft ihn zugleich. Als er merkt, dass es mit seinem Gut nach und nach aufwärtsgeht, entdeckt er, dass er sich in sie verliebt hat. Er vergisst allmählich sein früheres Lotterleben und arbeitet von früh bis spät.
3. Akt – Auf dem Gut von Graf Baranski
Im Herbst wird die Ernte eingefahren, und sie fällt üppig aus. Fröhlich feiern die Mägde und Knechte das Erntedankfest. Nach altem Brauch muss der Gutsherr jemand von seinem Personal die Erntekrone aufs Haupt setzen. Es überrascht nicht, dass er dazu seine Haushälterin Marynia auserkoren hat. Zugleich bittet er sie, seine Frau zu werden. Marynia gesteht ihm, dass sie in Wirklichkeit die von ihm einst zurückgewiesene Heléna Zarémba ist. Ihre einstige Absicht, sich an ihm zu rächen, ist inzwischen der Liebe gewichen. Beide haben das Gefühl, dass sie sich gegenseitig aufs Prächtigste ergänzen.

## Musikalische Höhepunkte
- Ich bin ein Diplomate
- Ich kenn ein süßes Frauchen
- Brüder, ich bin verliebt (Marschlied)
- Ihr seid ein Kavalier (Walzerlied)
- Immer nur ländlich und sittlich
- Mädel, dich hat mir die Glücksfee gebracht
- Nach der Arbeit schweren Tagen (Erntedankszene)

## Tschechische Aufführung
Bereits zwei Monate nach Wien wurde die Operette am 26. Dezember 1913 am Stadttheater in Pilsen aufgeführt. Das tschechische Libretto stammte vom Tenor Zdeněk Knittl. Der tschechische Titel ist Polská krev. Nach dem Ersten Weltkrieg wurde die Operette zu der meistaufgeführten Operette in der jungen Tschechoslowakei. Bis heute gilt sie als die beliebteste „tschechische“ Operette.

## Polnische Aufführung
Der polnische Titel ist Polska krew, am 14. September 1915 wurde die Operette in Warschau, damals ein Teil des Russischen Reiches, mit dem Österreich-Ungarn zu der Zeit im Krieg war, aufgeführt.

## Verfilmung
- 1934 wurde die Operette unter ihrem Titel in einer tschechoslowakisch-deutschen Coproduktion verfilmt. Unter der Regie von Karel Lamač spielten Anny Ondra, Hans Moser, Iván Petrovich, Margarete Kupfer, Hilde Hildebrand und Rudolf Carl die Hauptrollen.
- 1966 entstand eine Fernsehinszenierung in Farbe durch das ZDF unter der Regie von Wolfgang Liebeneiner mit den Sängern/Schauspielern Hans Joachim Worringen, Peter Garden und Ina Dressel.[2] Näheres darüber findet sich im Weblink.